# Glenn Slater
Glenn Slater, né en 1968, est un parolier américain connu pour ses collaborations avec Alan Menken et pour son travail dans le domaine des comédies musicales. Il a été nommé au Tony Award de la meilleure musique originale pour la version Broadway de La Petite Sirène et a reçu sa deuxième nomination aux Tony Awards pour la comédie musicale Sister Act. Glenn Slater est lauréat d'un Grammy Award pour la chanson I See The Light du film d'animation Raiponce.

## Biographie
Slater est né à Brooklyn, New York, mais a grandi à East Brunswick, New Jersey. En 1990, il est diplômé de l'université Harvard où il a composé Hasty Pudding Theatricals, 141st production, Whiskey Business. Il a reçu de Richard Rodgers de l'Fondation ASCAP le New Horizon Award de avec le compositeur Stephen Weiner.
Slater a écrit les paroles pour la revue off-Broadway Newyorkers produites par le Manhattan Theatre Club en 2001. Ses premières collaborations avec Alan Menken sont l'écriture des paroles pour les musiques du film La ferme se rebelle sortit en 2004 et de la comédie musicale Sister Act (2006).
Il écrit ensuite les paroles de l'adaptation scénique de La Petite Sirène (2008), en prenant la suite du parolier original du film d'animation Howard Ashman, décédé en 1991. Il travaille avec Alan Menken sur la nouvelle version musicale de Leap of Faith.
Slater et sa femme, Wendy Leigh Wilf, ont écrit le livret, la musique et les paroles de la comédie musicale Beatsville qui s'est produit au Festival NAMT of New Musicals 2008, à New York.
Il a également composé les paroles et co-écrit le livret pour la comédie musicale d'Andrew Lloyd Webber Love Never Dies, qui est une suite du Fantôme de l'Opéra. Le spectacle a été créé dans le West End en mars 2010. Après de nombreuses critiques des paroles de Slater aux premières du spectacle, Charles Hart a été amené à réécrire une partie du livret.
Glenn Slater est également désigné pour écrire les paroles du 50e long métrage d'animation de Disney Raiponce. En 2015, il travaille à nouveau avec Andrew Lloyd Webber pour la comédie musicale de Broadway School of Rock et continue son travail aux côtés d'Alan Menken pour écrire les paroles des chansons de la série télévisée Galavant diffusée sur ABC. 

### Vie privée
Slater vit à New York avec sa femme Wendy Leigh Wilf et leurs deux enfants Benjamin et Daniel.

## Récompenses et nominations
Slater a reçu le Kleban Award for Lyrics, de la Fondation ASCAP Richard Rodgers Award New Horizons et le prix Jonathan Larson.
Il est nommé pour le Tony Award pour la meilleure musique originale 2008 pour La Petite Sirène et a reçu sa deuxième nomination pour ce prix en 2011 pour Sister Act. 
En 2011, il est également nommé pour l'Oscar de la meilleure chanson originale et le Golden Globe de la meilleure chanson originale avec la chanson I See The Light du film d'animation Raiponce. C'est finalement en 2012 qu'il remportera, grâce à cette chanson, un Grammy Award dans la catégorie meilleure chanson écrite pour un film, la télévision ou autre média visuel.